# Reparata (Heilige)

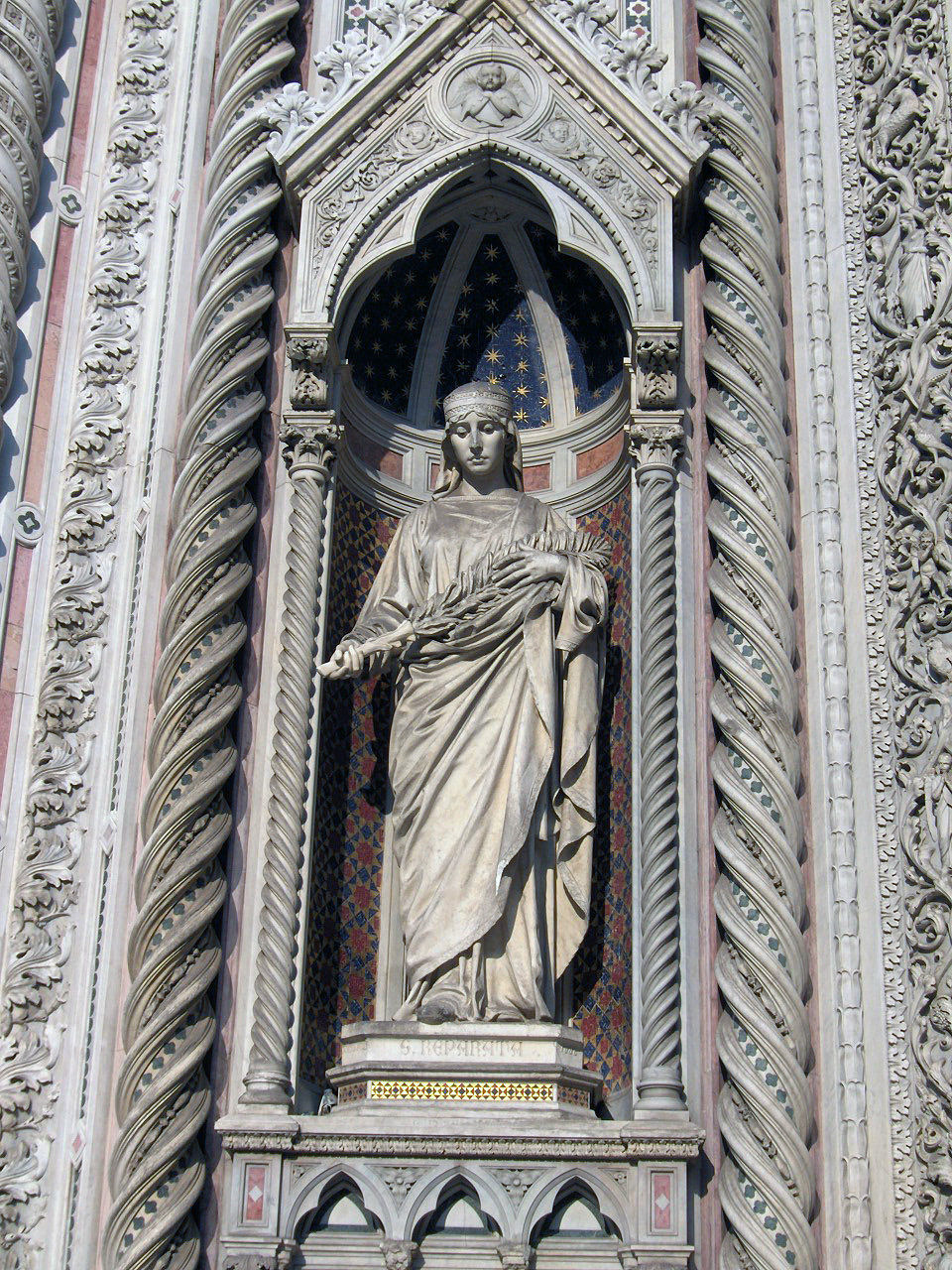
Statue der hl. Reparata am Hauptportal des Florentiner Doms (Amalia Dupré, um 1890)

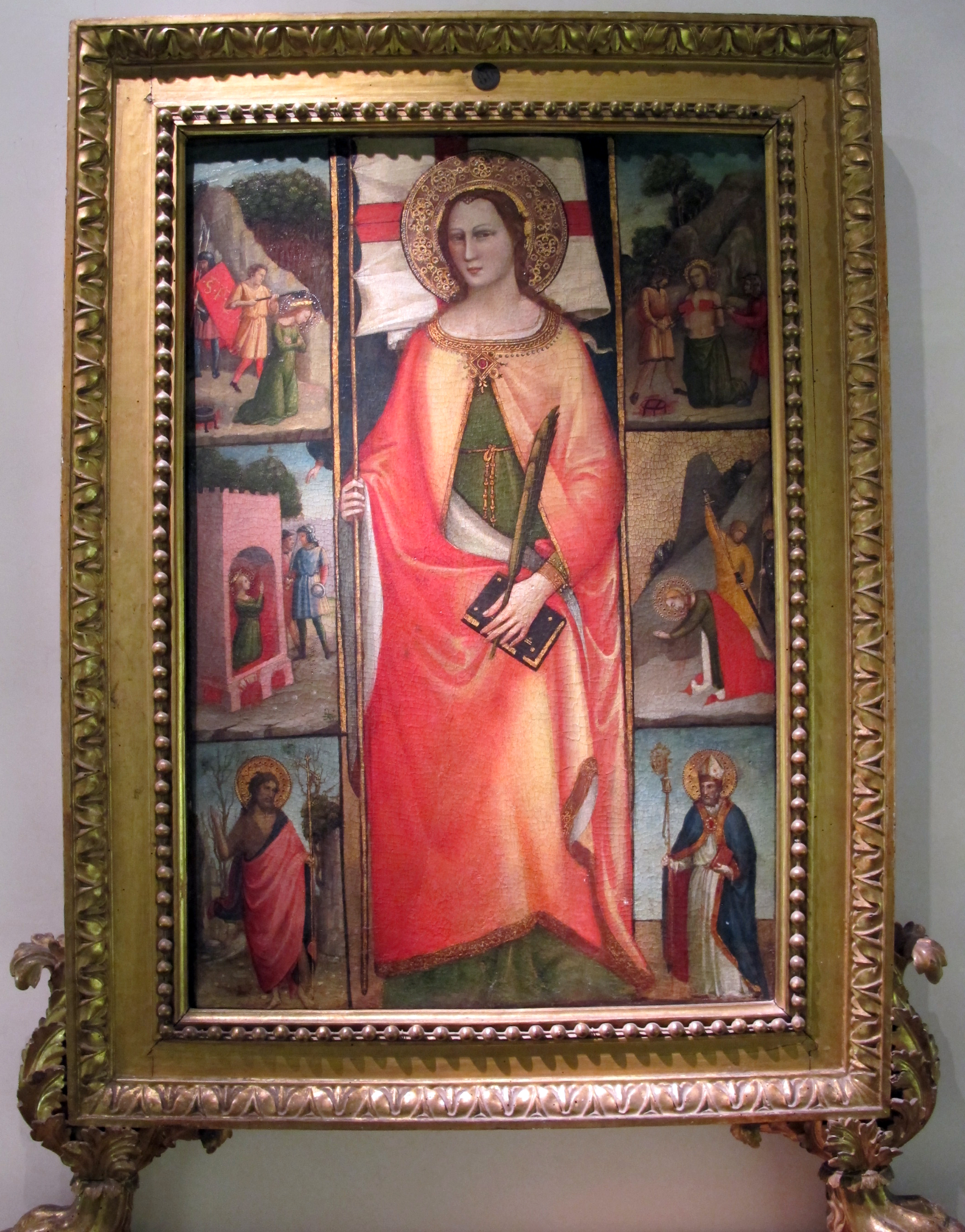
Lorenzo di Niccolò (attr.) – Hl. Reparata (um 1400)

Reparata (lateinisch für „die Wiederhergestellte“) ist eine frühchristliche Märtyrerin, die um das Jahr 250 in Caesarea Maritima in Palaestina das Martyrium erlitten haben soll. Ihr Gedenktag in der katholischen Kirche ist der 8. Oktober.

## Überlieferung
Ihr Name erscheint erstmals in einem Anhang zum Martyrologium des angelsächsischen Benediktiners, Theologen und Geschichtsschreibers Beda Venerabilis. In seiner Zusammenfassung verschiedener Martyrologien, darunter dasjenige Bedas, nahm Usuard sie in sein Martyrologium auf. Von dort wurde sie in das Martyrologium Romanum übernommen.
Da „Reparata“ auch der Beiname der heiligen Pelagia ist, kann nicht ausgeschlossen werden, dass die Reparatalegende mit dieser in Verbindung steht, zumal beider Gedenktag der 8. Oktober ist.

## Legende
Die hl. Reparata wurde laut der erst im 9. Jahrhundert einsetzenden Überlieferung im Alter von 12 Jahren unter dem römischen Kaiser Decius in Caesarea Maritima hingerichtet, nachdem sie grausame Foltern durchlitten haben soll. Hierzu gehörten der späten Legendenbildung nach das Abschneiden der Brüste und das Zerschneiden der Eingeweide. Die Legende besagt, dass bei ihrer schließlich erfolgten Enthauptung eine weiße Taube zum Himmel aufgestiegen sei.

## Verehrung

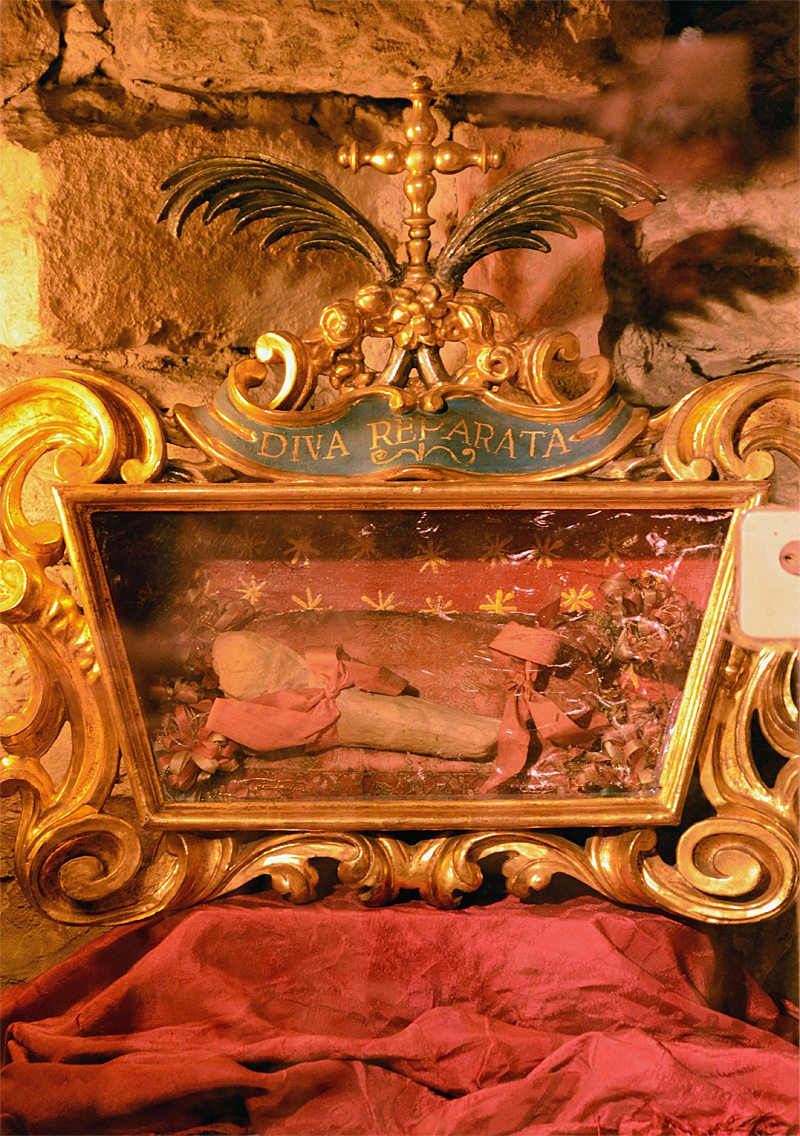
Reliquienschrein der hl. Reparata im Dom von Florenz

Reparata wird besonders in Florenz und Neapel, aber auch in Worms und Speyer verehrt. In Florenz stand eine der heiligen Reparata geweihte Kathedrale (Santa Reparata), über der ab 1296 die heutige Kathedrale Santa Maria del Fiore errichtet wurde. Die Kathedrale von Nizza trägt das Patrozinium der Heiligen. Eine Reliquie befindet sich in der im Jahr 1848 geweihten Kirche St. Marien am Behnitz in Berlin. Sie ist die Schutzpatronin von Nizza und Florenz. Besonders in Italien sind viele Straßen und Plätze nach ihr benannt.

## Darstellung
Darstellungen der hl. Reparata sind in Florenz seit dem 14. Jahrhundert bekannt; sie hat keine speziellen ikonografischen Attribute, sondern hält üblicherweise nur eine Märtyrerpalme.